# Gateshead
Gateshead és una ciutat del nord-est d'Anglaterra, al comtat metropolità de Tyne and Wear. Es troba a la riba sud del riu Tyne. El centre de Gateshead i el de Newcastle es troben molt propers l'un de l'altre, i junts formen el cor urbà de Tyneside. Gateshead és el principal nucli del districte metropolità de Gateshead.